# زهايمو جامبو
زهايمو جامبو (بالإنجليزية: Zhaimu Jambo)‏ (23 أغسطس 1987 بهراري في زيمبابوي - ) هو لاعب كرة قدم زيمبابوي في مركز الدفاع. لعب مع نادي كايزر تشيفز.

## وصلات خارجية
- زهايمو جامبو على موقع قاعدة بيانات كرة القدم.إي يو (الإنجليزية)
- زهايمو جامبو على موقع ناشيونال فوتبول تيمز (الإنجليزية)